# EM i håndbold 2008 (kvinder)
Europamesterskabet i kvindehåndbold 2008 var det ottende kvinde-EM i håndbold gennem tiden. Mesterskabet blev arrangeret af EHF, og slutrunden blev spillet i Makedonien i december 2008 med deltagelse af 16 hold. Forsvarende europamester er Norge efter sejren ved EM 2006 i Sverige. Norge vandt titlen for tredje gang i træk og for fjerde gang i alt.
Mesterskabet har deltagelse af 33 nationer. Heraf var seks nationer direkte kvalificeret til slutrunden, mens de øvrige 27 nationer spillede om de resterende ti ledige pladser i en særlig kvalifikationsturnering, der var inddelt i to faser. Først spillede de 16 lavest rangerede hold i kvalifikationsrunden om ni pladser i playoff-kampene. I playoff-kampene, hvor elleve seedede hold trådte ind i turneringen, spilledes der så om de ti slutrundepladser.
Ud over EM-titlen spiller holdene endvidere om to af Europas pladser ved VM-slutrunden i Kina i 2009. De to VM-pladser går til EM's to højst placerede hold, bortset fra Rusland, der som forsvarende verdensmestre allerede er kvalificeret til VM-slutrunden. De 13 hold, som ikke kvalificerer sig direkte til VM, får en ekstra chance i de europæiske playoff-kampe i juni 2009. Norge og Spanien tog de to direkte VM-billetter.

## Slutrunde
Slutrunden spilles i Makedonien i perioden 2. – 14. december 2008 og har deltagelse af 16 hold. To byer er udpeget til værtsbyer for kampene: Ohrid og Skopje. Slutrunden afvikles efter samme format som EM 2006.

### Hold
Makedonien var som værtsland automatisk kvalificeret til slutrunden sammen med de fem bedste hold fra sidste EM: Norge, Rusland, Frankrig, Tyskland og Ungarn.
| Direkte kvalificeret: Makedonien Norge Rusland Frankrig Tyskland Ungarn | Fra kvalifikationen: Østrig Danmark Kroatien Ukraine Rumænien | Hviderusland Spanien Sverige Portugal Serbien |

### Lodtrækning
De 16 hold, der kvalificerede sig blev inddelt i fire grupper med fire hold. Den 11. juni 2008 offentliggjorde EHF de fire seedningslag med fire hold i hver. Seedningslagene fik følgende sammensætning:
| Seedningslag 1 |
| -------------- |
| Norge          |
| Rusland        |
| Frankrig       |
| Tyskland       |

| Seedningslag 2 |
| -------------- |
| Ungarn         |
| Sverige        |
| Kroatien       |
| Portugal       |

| Seedningslag 3 |
| -------------- |
| Spanien        |
| Østrig         |
| Danmark        |
| Makedonien     |

| Seedningslag 4 |
| -------------- |
| Ukraine        |
| Serbien        |
| Hviderusland   |
| Rumænien       |

Hver gruppe kom til at bestå af et hold fra hvert seedningslag. Lodtrækningen, der foregik den 20. juli 2008 i Ohrid, gav følgende gruppesammensætning:
| Gruppe A |
| -------- |
| Frankrig |
| Ungarn   |
| Danmark  |
| Rumænien |

| Gruppe B |
| -------- |
| Norge    |
| Portugal |
| Spanien  |
| Ukraine  |

| Gruppe C     |
| ------------ |
| Rusland      |
| Sverige      |
| Østrig       |
| Hviderusland |

| Gruppe D   |
| ---------- |
| Tyskland   |
| Kroatien   |
| Makedonien |
| Serbien    |

### Indledende runde
De 16 deltagende lande spiller først en indledende runde med 4 grupper á 4 hold. De tre bedste hold fra hver gruppe går videre til hovedrunden om placeringerne 1-12.
| Dato  | Kamp                | Res.  |
| ----- | ------------------- | ----- |
| 3.12. | Ungarn - Rumænien   | 21-27 |
| 3.12. | Frankrig - Danmark  | 23-24 |
| 5.12. | Rumænien - Frankrig | 30-25 |
| 5.12. | Danmark - Ungarn    | 26-26 |
| 7.12. | Frankrig - Ungarn   | 26-29 |
| 7.12. | Danmark - Rumænien  | 25-27 |

| Gruppe A | Kampe | Mål   | Point |
| -------- | ----- | ----- | ----- |
| Rumænien | 3     | 84-71 | 6     |
| Danmark  | 3     | 75-76 | 3     |
| Ungarn   | 3     | 76-79 | 3     |
| Frankrig | 3     | 74-83 | 0     |

| Dato  | Kamp               | Res.  |
| ----- | ------------------ | ----- |
| 3.12. | Portugal - Ukraine | 24-38 |
| 3.12. | Norge - Spanien    | 21-21 |
| 5.12. | Spanien - Portugal | 29-24 |
| 5.12. | Ukraine - Norge    | 20-33 |
| 7.12. | Spanien - Ukraine  | 24-24 |
| 7.12. | Norge - Portugal   | 34-19 |

| Gruppe B | Kampe | Mål     | Point |
| -------- | ----- | ------- | ----- |
| Norge    | 3     | 88-60   | 5     |
| Spanien  | 3     | 74-69   | 4     |
| Ukraine  | 3     | 82-81   | 3     |
| Portugal | 3     | 067-101 | 0     |

| Dato  | Kamp                   | Res.  |
| ----- | ---------------------- | ----- |
| 2.12. | Sverige - Hviderusland | 21-21 |
| 2.12. | Rusland - Østrig       | 31-22 |
| 4.12. | Østrig - Sverige       | 10-24 |
| 4.12. | Hviderusland - Rusland | 25-29 |
| 6.12. | Rusland - Sverige      | 19-19 |
| 6.12. | Østrig - Hviderusland  | 21-31 |

| Gruppe C     | Kampe | Mål   | Point |
| ------------ | ----- | ----- | ----- |
| Rusland      | 3     | 79-66 | 5     |
| Sverige      | 3     | 64-50 | 4     |
| Hviderusland | 3     | 77-71 | 3     |
| Østrig       | 3     | 53-86 | 0     |

| Dato  | Kamp                  | Res.  |
| ----- | --------------------- | ----- |
| 2.12. | Kroatien - Serbien    | 30-26 |
| 2.12. | Tyskland - Makedonien | 25-22 |
| 4.12. | Serbien - Tyskland    | 31-32 |
| 4.12. | Makedonien - Kroatien | 31-29 |
| 6.12. | Tyskland - Kroatien   | 32-27 |
| 6.12. | Makedonien - Serbien  | 31-30 |

| Gruppe D   | Kampe | Mål   | Point |
| ---------- | ----- | ----- | ----- |
| Tyskland   | 3     | 89-80 | 6     |
| Makedonien | 3     | 84-84 | 4     |
| Kroatien   | 3     | 86-89 | 2     |
| Serbien    | 3     | 87-93 | 0     |

### Hovedrunde
De tre bedste hold fra hver indledende gruppe gik videre til hovedrunden, hvor holdene fra gruppe A og B samledes i gruppe I, mens holdene fra gruppe C og D blev samlet i gruppe II. Resultaterne fra indbyrdes kampe mellem hold fra samme indledende gruppe blev ført med over til hovedrunden. De to bedste hold i hver gruppe går videre til semifinalerne, mens treerne går videre til kampen om 5.-pladsen.
| Dato   | Kamp               | Res.  |
| ------ | ------------------ | ----- |
| 9.12.  | Ungarn - Ukraine   | 26-24 |
| 9.12.  | Rumænien - Spanien | 18-26 |
| 9.12.  | Danmark - Norge    | 19-31 |
| 10.12. | Rumænien - Ukraine | 40-32 |
| 10.12. | Ungarn - Norge     | 20-34 |
| 10.12. | Danmark - Spanien  | 26-23 |
| 11.12. | Ungarn - Spanien   | 21-23 |
| 11.12. | Danmark - Ukraine  | 25-30 |
| 11.12. | Rumænien - Norge   | 31-37 |

| Gruppe I | Kampe | Mål     | Point |
| -------- | ----- | ------- | ----- |
| Norge    | 5     | 156-111 | 9     |
| Spanien  | 5     | 117-110 | 6     |
| Rumænien | 5     | 143-141 | 6     |
| Ungarn   | 5     | 114-134 | 3     |
| Ukraine  | 5     | 130-148 | 3     |
| Danmark  | 5     | 121-137 | 3     |

| Dato   | Kamp                      | Res.  |
| ------ | ------------------------- | ----- |
| 8.12.  | Hviderusland - Kroatien   | 35-43 |
| 8.12.  | Sverige - Tyskland        | 22-33 |
| 8.12.  | Rusland - Makedonien      | 43-24 |
| 10.12. | Rusland - Kroatien        | 24-21 |
| 10.12. | Sverige - Makedonien      | 24-23 |
| 10.12. | Hviderusland - Tyskland   | 28-28 |
| 11.12. | Sverige - Kroatien        | 24-29 |
| 11.12. | Rusland - Tyskland        | 22-27 |
| 11.12. | Hviderusland - Makedonien | 24-29 |

| Gruppe II    | Kampe | Mål     | Point |
| ------------ | ----- | ------- | ----- |
| Tyskland     | 5     | 145-121 | 9     |
| Rusland      | 5     | 137-116 | 7     |
| Kroatien     | 5     | 149-146 | 4     |
| Makedonien   | 5     | 129-145 | 4     |
| Sverige      | 5     | 110-125 | 4     |
| Hviderusland | 5     | 133-150 | 2     |

### Slutspil
Slutspilskampene spilles i Skopje
| Dato              | Kamp                | Res.  |
| ----------------- | ------------------- | ----- |
| Kamp om 5.pladsen |                     |       |
| 13.12             | Rumænien - Kroatien | 36-33 |
| Semifinaler       |                     |       |
| 13.12             | Spanien - Tyskland  | 32-29 |
| 13.12             | Norge - Rusland     | 24-18 |
| Bronzekamp        |                     |       |
| 14.12             | Rusland - Tyskland  | 24-21 |
| Finale            |                     |       |
| 14.12             | Norge - Spanien     | 34-21 |

### Medaljevindere
| Guld  | Sølv    | Bronze  |
| ----- | ------- | ------- |
| Norge | Spanien | Rusland |
|       |         |         |

### Samlet rangering
| EM 2008 | EM 2008    |
| ------- | ---------- |
| Guld    | Norge      |
| Sølv    | Spanien    |
| Bronze  | Rusland    |
| 4.      | Tyskland   |
| 5.      | Rumænien   |
| 6.      | Kroatien   |
| 7.      | Makedonien |
| 8.      | Ungarn     |

| EM 2008 | EM 2008      |
| ------- | ------------ |
| 9.      | Sverige      |
| 10.     | Ukraine      |
| 11.     | Danmark      |
| 12.     | Hviderusland |
| 13.     | Serbien      |
| 14.     | Frankrig     |
| 15.     | Østrig       |
| 16.     | Portugal     |

## Kvalifikation

### Kvalifikationsrunde
De 16 lavest rangerede hold spillede om ni pladser i playoff-kampene. Holdene var inddelt i tre grupper med fem eller seks hold, hvorfra de tre bedste hold i hver gruppe gik videre til playoff. Kampene i denne runde blev spillet i perioden 27. november – 2. december 2007.
| Gruppe 1      | Kampe | Mål     | Point |
| ------------- | ----- | ------- | ----- |
| Litauen       | 5     | 161-107 | 9     |
| Island        | 5     | 151-131 | 8     |
| Hviderusland  | 5     | 171-122 | 7     |
| Bosnien-Herc. | 5     | 128-134 | 4     |
| Grækenland    | 5     | 118-170 | 2     |
| Israel        | 5     | 098-163 | 0     |

| Gruppe 2     | Kampe | Mål     | Point |
| ------------ | ----- | ------- | ----- |
| Slovakiet    | 4     | 132-100 | 7     |
| Montenegro   | 4     | 128-107 | 6     |
| Portugal     | 4     | 119-115 | 5     |
| Schweiz      | 4     | 092-113 | 2     |
| Aserbajdsjan | 4     | 090-126 | 0     |

| Gruppe 3  | Kampe | Mål     | Point |
| --------- | ----- | ------- | ----- |
| Tjekkiet  | 4     | 143-890 | 8     |
| Tyrkiet   | 4     | 132-880 | 6     |
| Italien   | 4     | 127-114 | 4     |
| Bulgarien | 4     | 100-135 | 2     |
| Letland   | 4     | 073-149 | 0     |

### Playoff
Elleve seedede hold spillede sammen med de ni hold fra kvalifikationsrunden om ti ledige pladser ved slutrunden i Makedonien. De tyve hold blev sammensat i ti playoff-opgør, der blev afviklet over to kampe (ude og hjemme) og hvorfra vinderne kvalificerede sig til slutrunden. De tyve hold blev inddelt i følgende tre seedningslag inden lodtrækningen.
| Seedningslag 1: Kroatien Polen Rumænien Spanien Ukraine Østrig | Seedningslag 2: Danmark Holland Serbien Slovenien Sverige | Seedningslag 3: Hviderusland Island Italien Litauen Montenegro Portugal Slovakiet Tjekkiet Tyrkiet |

Lodtrækningen til playoff-kampene blev foretaget i Lillehammer i Norge lørdag den 26. januar 2008 i forbindelse med mændenes EM-slutrunde. De seks hold fra seedningslag 1 og tre af holdene fra seedninglag 2 fik alle en modstander fra seedningslag 3, og den sidste kamp kom da til at stå mellem de to resterende hold fra seedningslag 2. De ti playoff-opgør fik følgende sammensætning, og kampene blev spillet weekenderne 31. maj – 1. juni og 7. – 8. juni 2008.
| Kamp                     | Samlet | 1.kamp | 2.kamp |
| ------------------------ | ------ | ------ | ------ |
| Slovakiet - Ukraine      | 51-58  | 27-28  | 24-30  |
| Island - Rumænien        | 46-70  | 23-37  | 23-33  |
| Italien - Østrig         | 53-65  | 27-29  | 26-36  |
| Hviderusland - Slovenien | 54-50  | 29-25  | 25-25  |
| Spanien - Litauen        | 54-49  | 24-19  | 30-30  |
| Sverige - Tjekkiet       | 54-44  | 25-19  | 29-25  |
| Polen - Portugal         | 61-63  | 37-28  | 24-35  |
| Tyrkiet - Danmark        | 44-45  | 25-24  | 19-21  |
| Montenegro - Kroatien    | 63-66  | 40-35  | 23-31  |
| Holland - Serbien        | 52-54  | 24-23  | 28-31  |
Det var en stor overraskelse, at Portugal, som aldrig tidligere havde kvalificeret sig til en EM-slutrunde, samlet vandt over Polen, som blev nr. 8 ved EM 2006.